# Інсургент (корабель)
«Інсургент» (англ. USS Insurgent, фр. L'Insurgente) — вітрильний фрегат французького військово-морського флоту, захоплений США в 1799 році під час «Квазі-війни» — неоголошеного військово-морського конфлікту між двома державами — і включений до складу американського флоту.
L'Insurgente був побудований П'єром-Жозефом Пенетро в Лор'яні та спущений на воду 27 квітня 1793
Фрегат «Інсургент» був захоплений кораблем ВМФ США «Констеллейшн» під командою капітана Томаса Тракстона 9 лютого 1799 року у Карибському морі поблизу острова Невіс після більш ніж годинної погоні і артилерійської дуелі. Команда американського корабля продемонструвала виняткову майстерність у цій битви, яка увійшла до анналів американській військово-морській історії. Фрегат був відремонтований та обладнаний у Вест-Індії та до травня 1799 року плавав разом із «Констеллейшн» під командою лейтенанта Джона Роджерса.
У травні «Інсургент» був відкликаний до Сполучених Штатів, де був придбаний військово-морським флотом за 84500 доларів. Після включення до складу ВМФ США «Інсургент» 14 серпня 1799 року під командою капітана Александра Мюррея відплив з бази Гемптон-Роудс до Європи. Взимку 1799–1800 років він здійсняв рейди у європейських водах, під час яких захопив французьке судно «Вандемер» і відбив американські судна «Маргарет», «Ангора», «Коммерс» і «Вільям енд Мері», захоплені французами раніше. У березні 1800 року «Інсургент» повернувся до Сполучених Штатів, завітавши по дорозі до Вест-Індії.
29 квітня 1800 року командування «Інсургентом» прийняв Патрік Флетчер, який отримав наказ патрулювати морські шляхи між Вест-Індією і американським узбережжям, захищаючи американське судноплавство і захоплюючи будь-які ворожі судна. «Інсургент» покинув Балтімор 22 липня і після нетривалої стоянки у Гемптон-Роудз вийшов у море 8 серпня. З цього завдання корабель не повернувся, і подальша його доля невідома; припускають, що фрегат і вся його команда загинули під час жорстокого шторму, який вразив Вест-Індію 20 вересня 1800 року.